# Bugatti Type 30
Pour les articles homonymes, voir Bugatti (homonymie) et 30.
 (avril 2023).
Si vous disposez d'ouvrages ou d'articles de référence ou si vous connaissez des sites web de qualité traitant du thème abordé ici, merci de compléter l'article en donnant les références utiles à sa vérifiabilité et en les liant à la section « Notes et références ».
La Bugatti Type 30 est une voiture de sport du constructeur automobile Bugatti, première voiture 8 cylindres en ligne de série de la marque, déclinée en Bugatti Type 29 de Grand Prix. Présentée au salon de l'automobile du Grand Palais de Paris 1922, elle est fabriquée à 600 exemplaires jusqu'en 1926.

## Historique
Pour succéder à ses moteurs 4 cylindres 16 soupapes de Bugatti Type 13 Brescia de 1910, Ettore Bugatti créé un nouveau moteur 8 cylindres en ligne ACT, à base de 2 moteurs 4 cylindres de Type 13, qu'il expérimente sur ses prototypes Bugatti Type 14 de 1912 et Bugatti Type 28 de 1921.

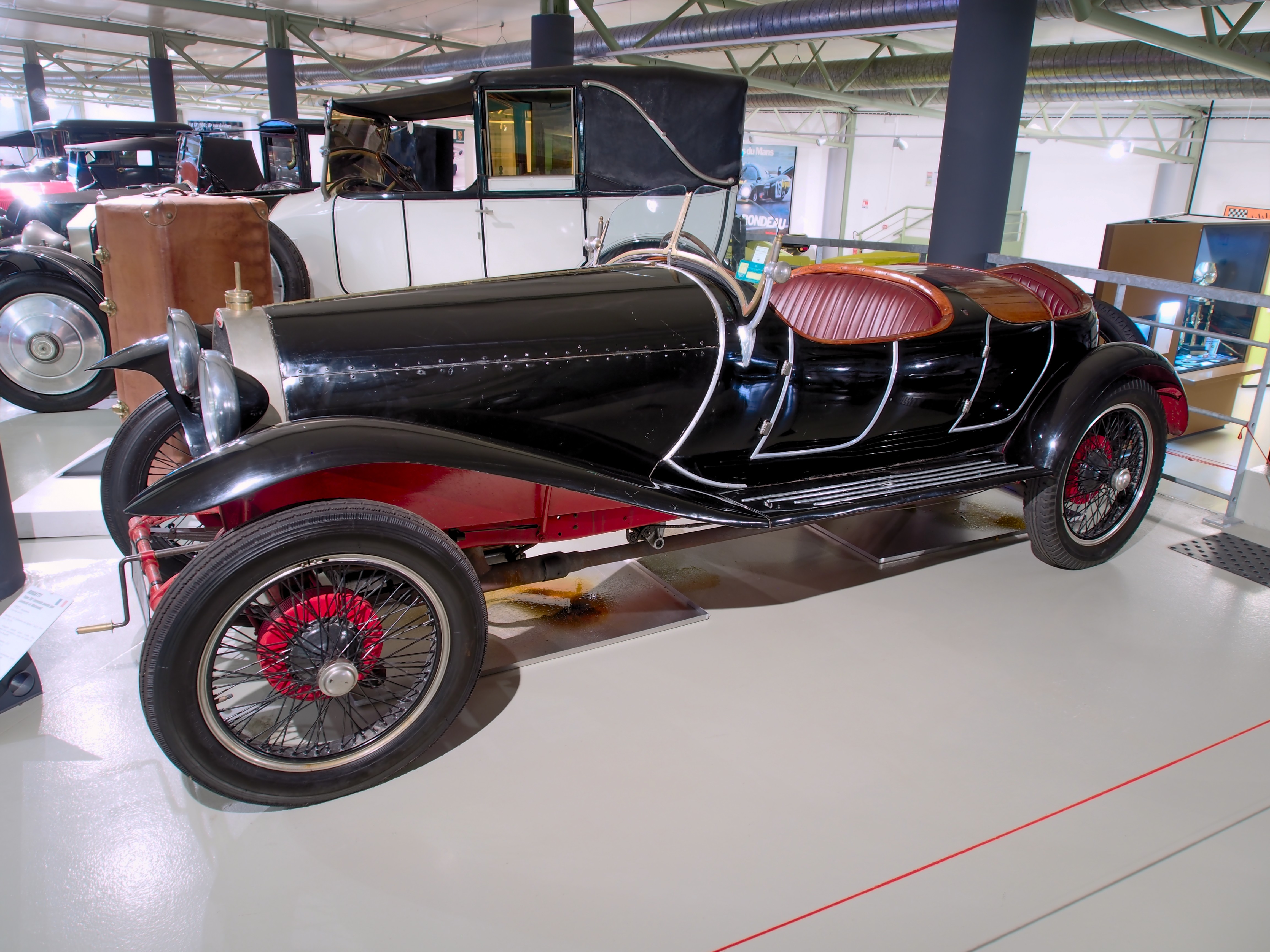
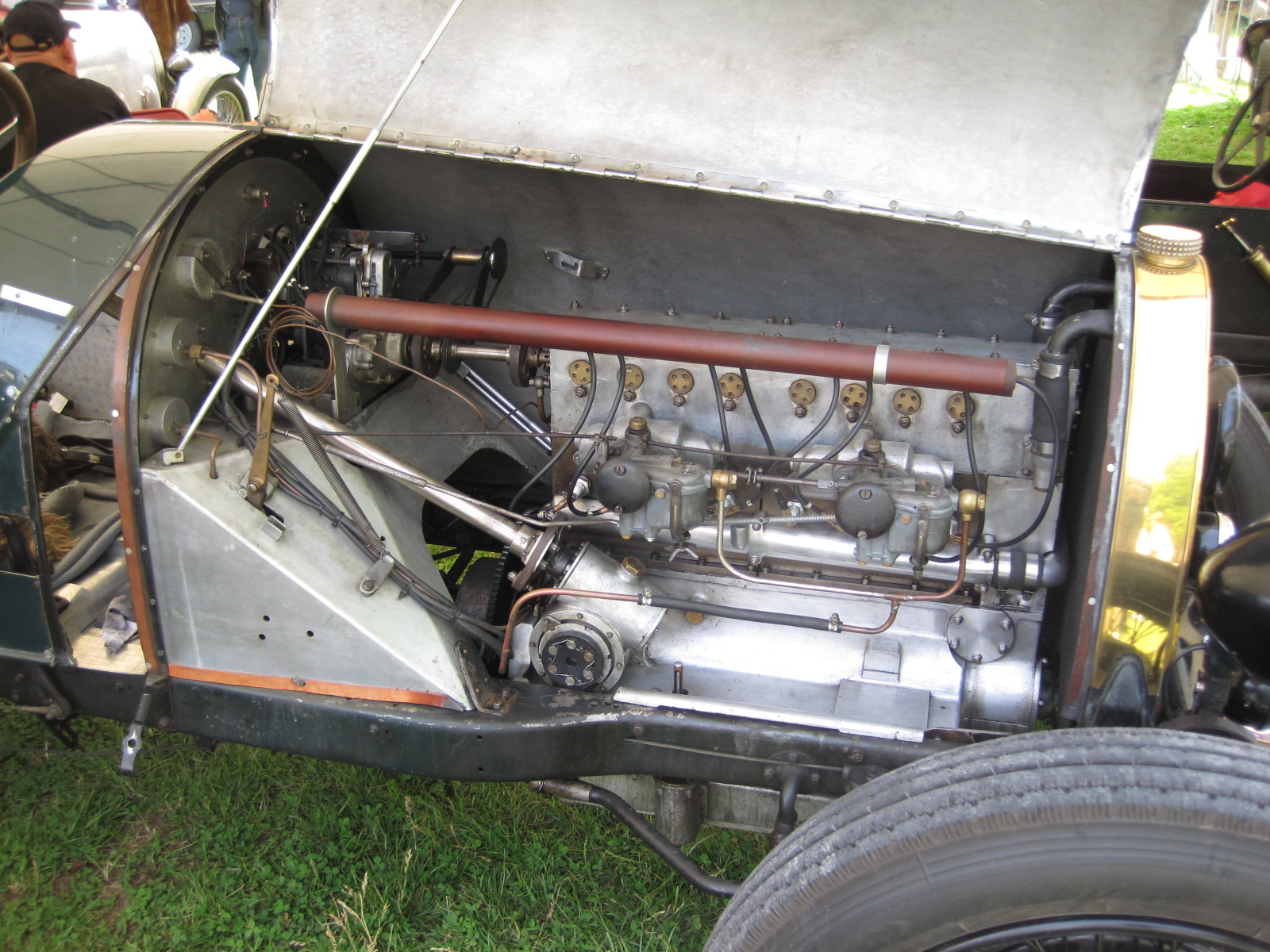
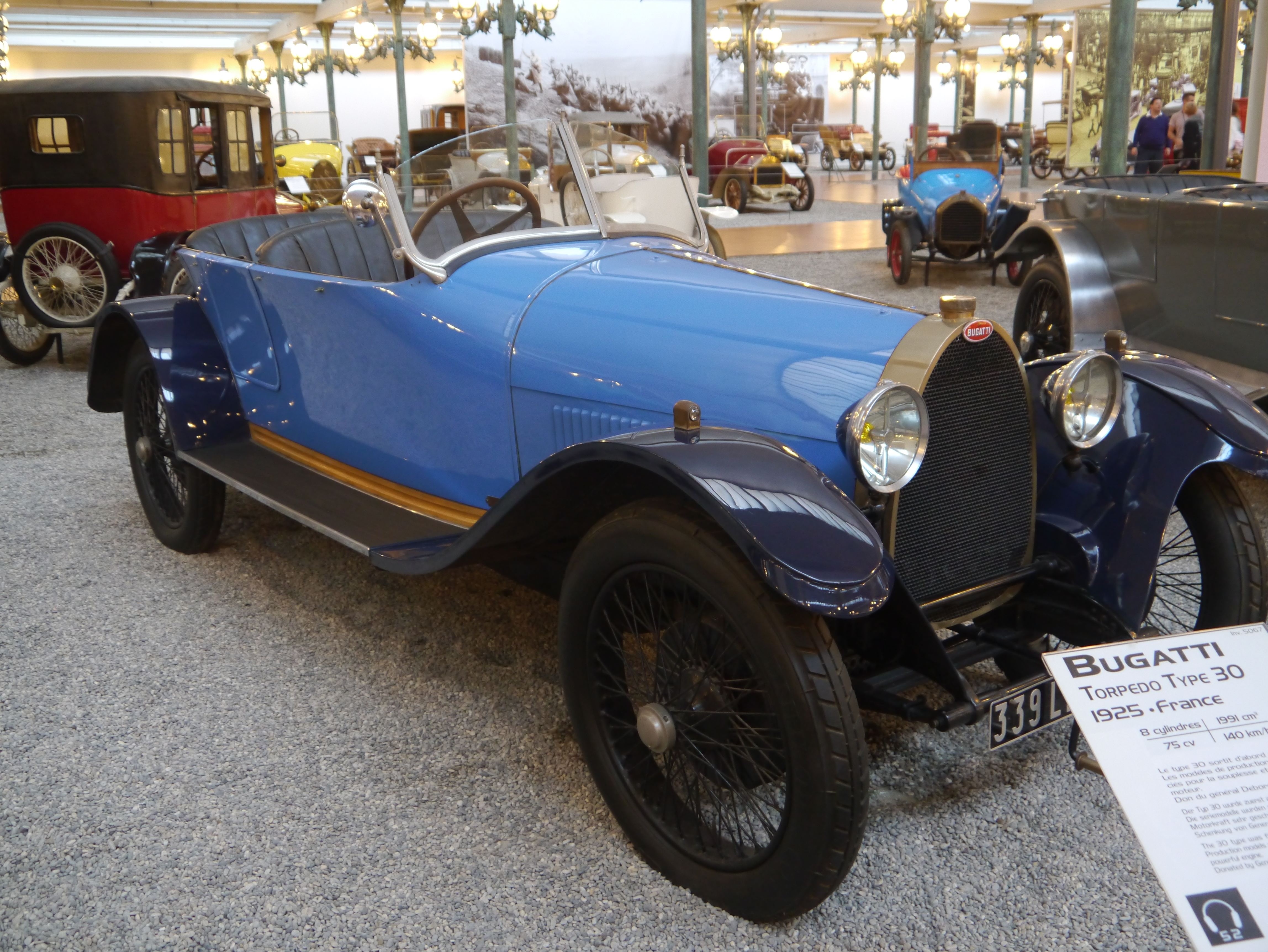

Ce moteur monobloc (en) mythique de la marque, est divisé en deux blocs de quatre cylindres (de Type 13) montés sur un carter commun en aluminium, coulé d’une pièce, surmonté d’une culasse intégrée de 24 soupapes (trois soupapes par cylindres : deux soupapes d’admission et une d’échappement) avec arbre à cames en tête et double carburateurs Zenith. Sa cylindrée d'origine est réduite de 3 à 2 L pour la réglementation des versions Bugatti Type 29 du Grand Prix automobile de France 1922, où quatre modèles sont engagés,,,.

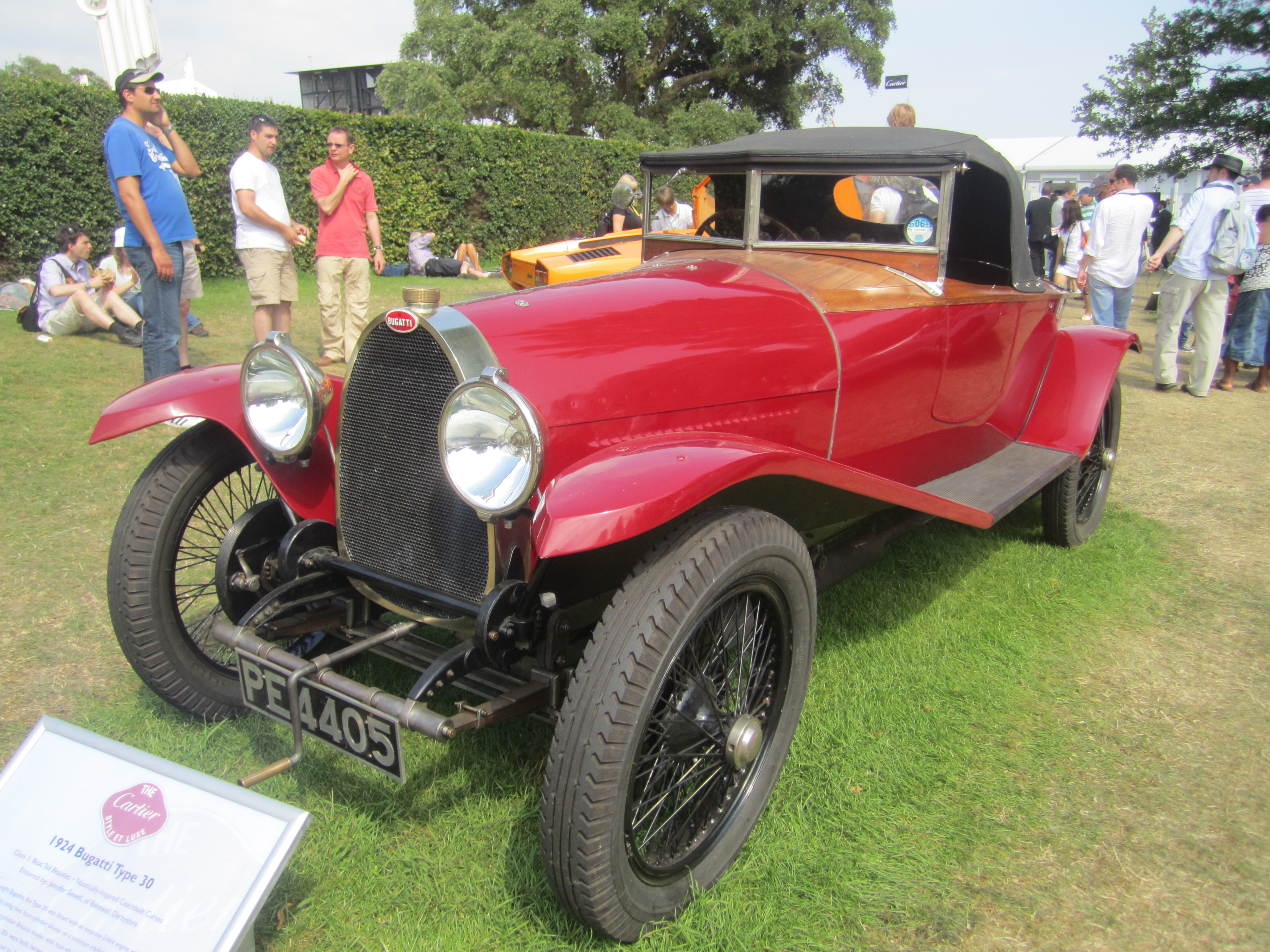
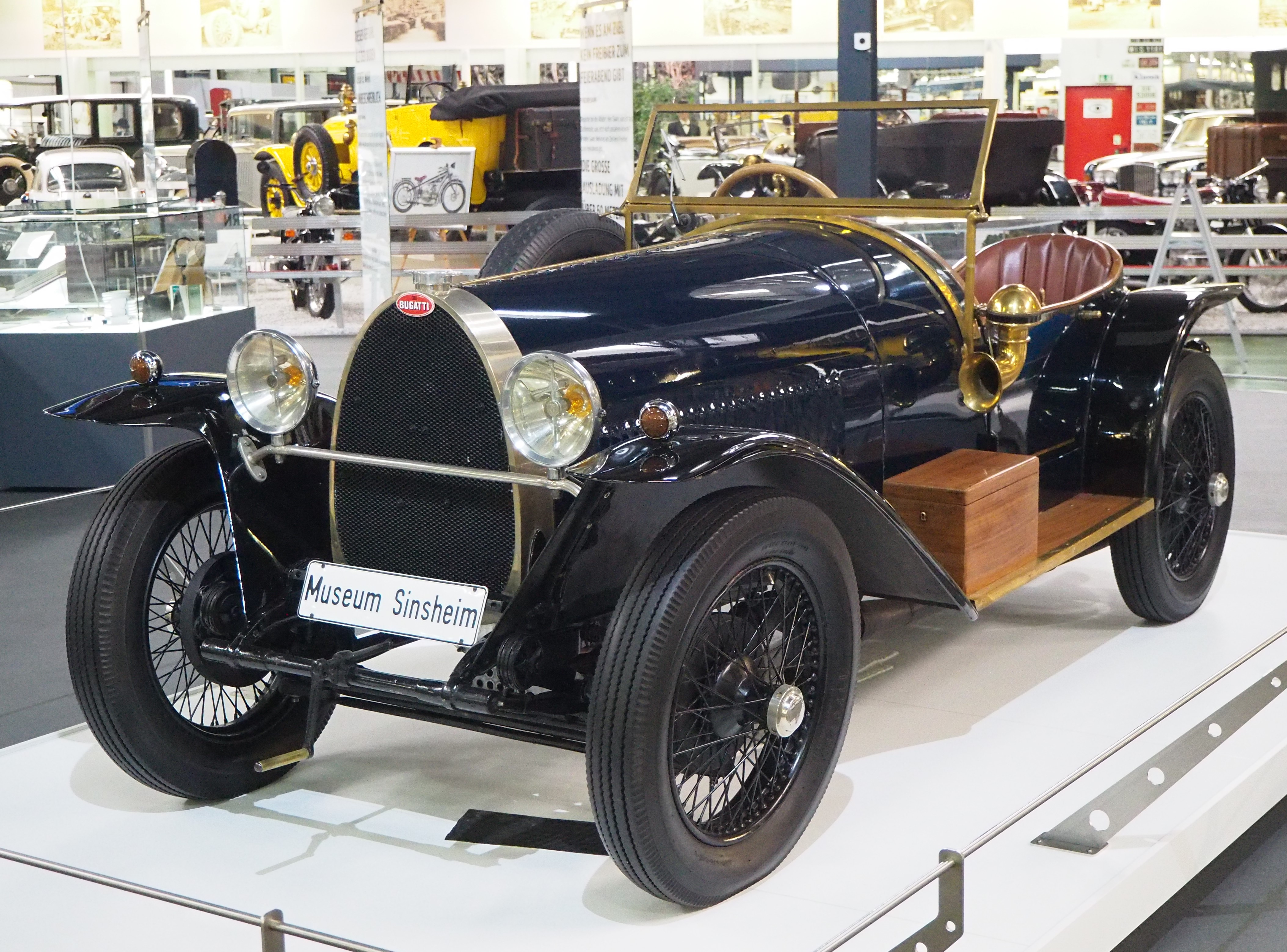
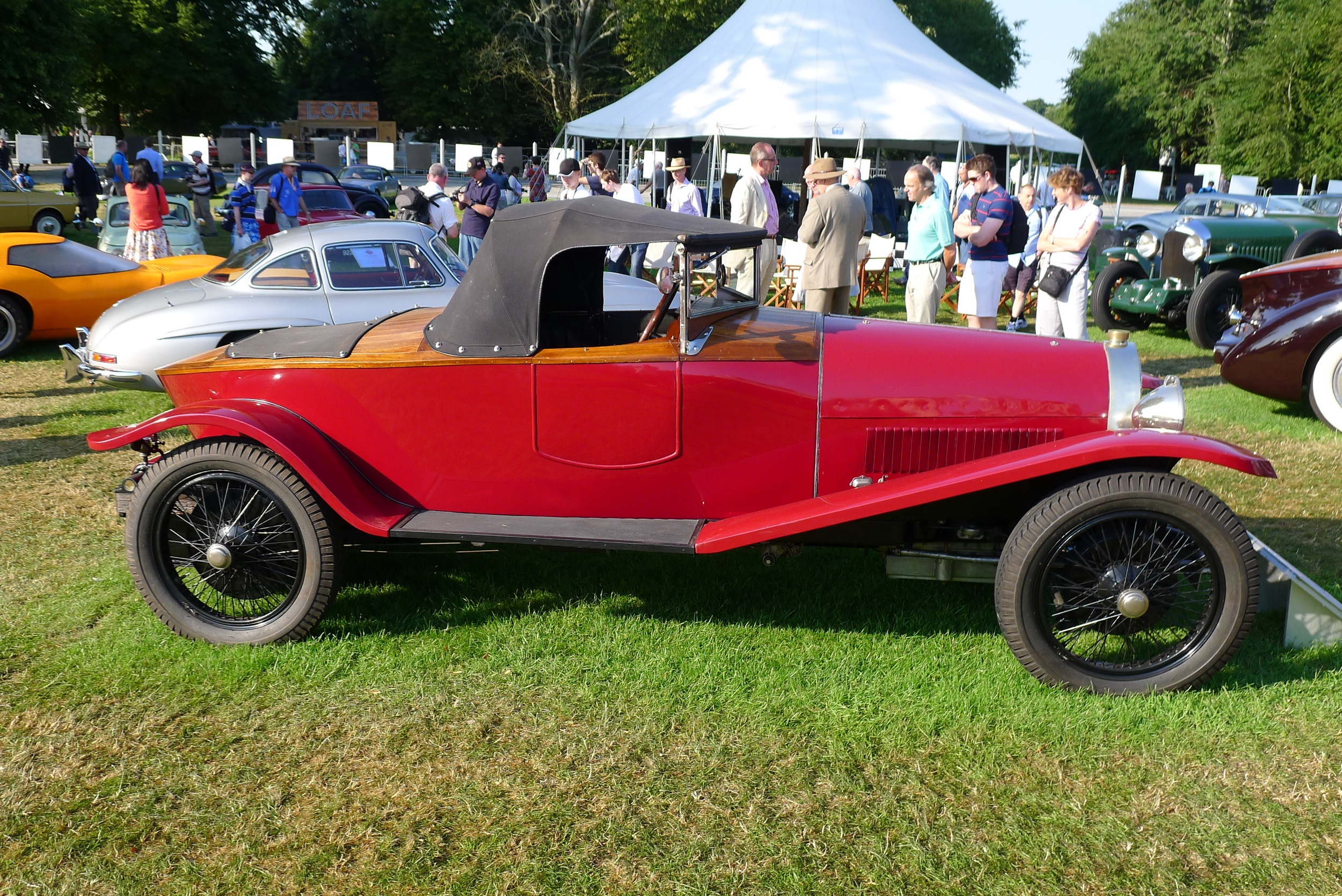

Elle est commercialisée avec succès en divers versions routières torpédo sport (déclinés du prototype Bugatti Type 28 précédent) avec des moteurs 2 L de Grand Prix bridés à 75 ch. 

## Palmarès partiel
La Bugatti Type 30 est déclinée en Bugatti Type 29 de 100 ch (à 7 exemplaires, avec des carrosseries en formes de cigare) pour participer entre autres aux compétitions internationales suivantes :
- 1922 : Grand Prix automobile de France 1922 (2e, 3e et 5e positions)
- 1922 : Grand Prix automobile d'Italie 1922 (3e)
- 1923 : 500 miles d'Indianapolis 1923 (12e)

Les Bugatti Type 32 lui succède en 1923, suivies des Bugatti Type 35 en 1924 (avec des évolutions de ce même moteur, pour un palmarès record mythique historique de plus de 2000 victoires internationales en compétition).

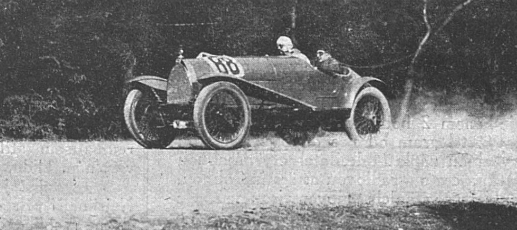
Bugatti Type 30
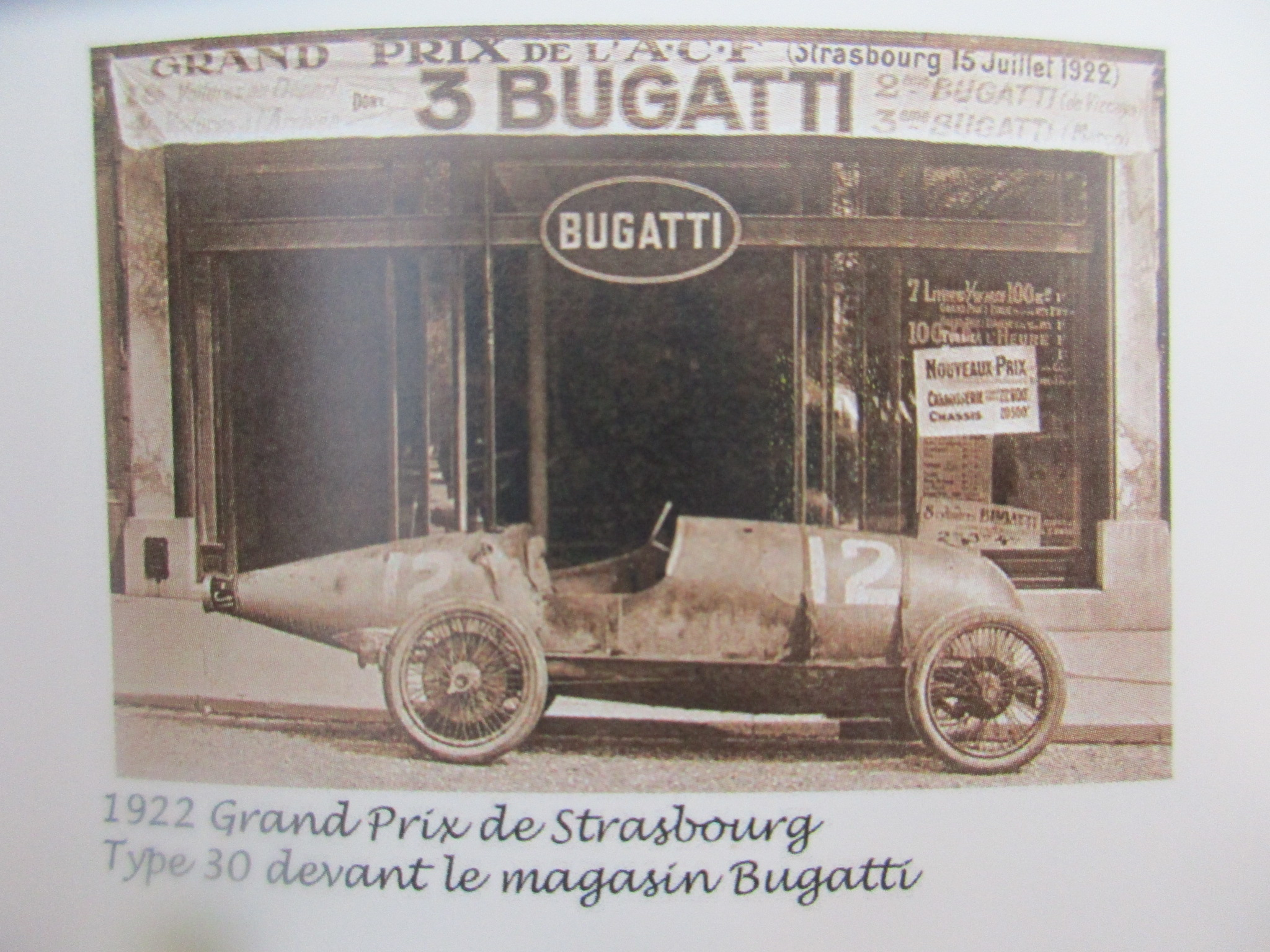
Bugatti Type 29 devant la concession Bugatti
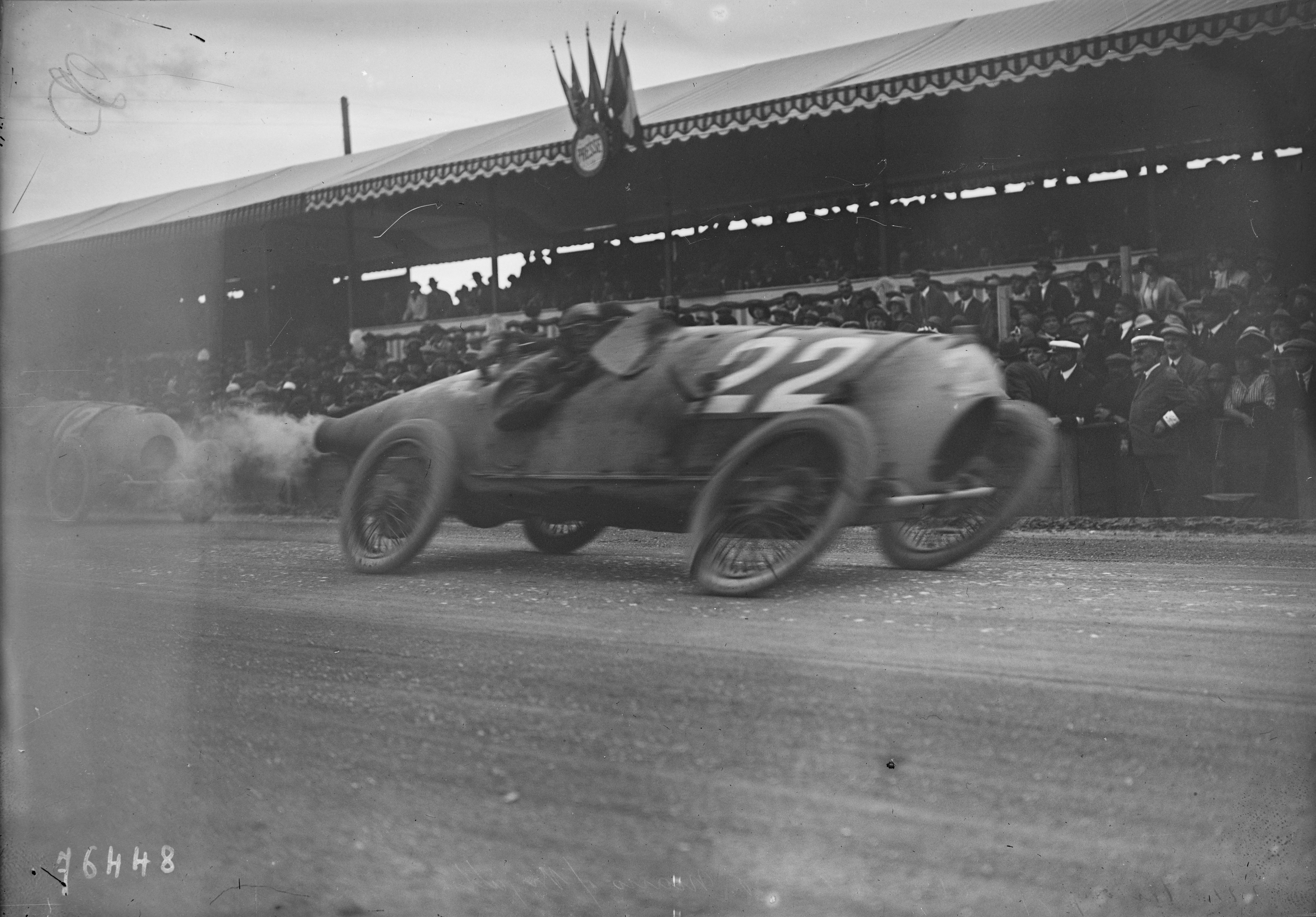
Bugatti Type 29 au Grand Prix automobile de France 1922
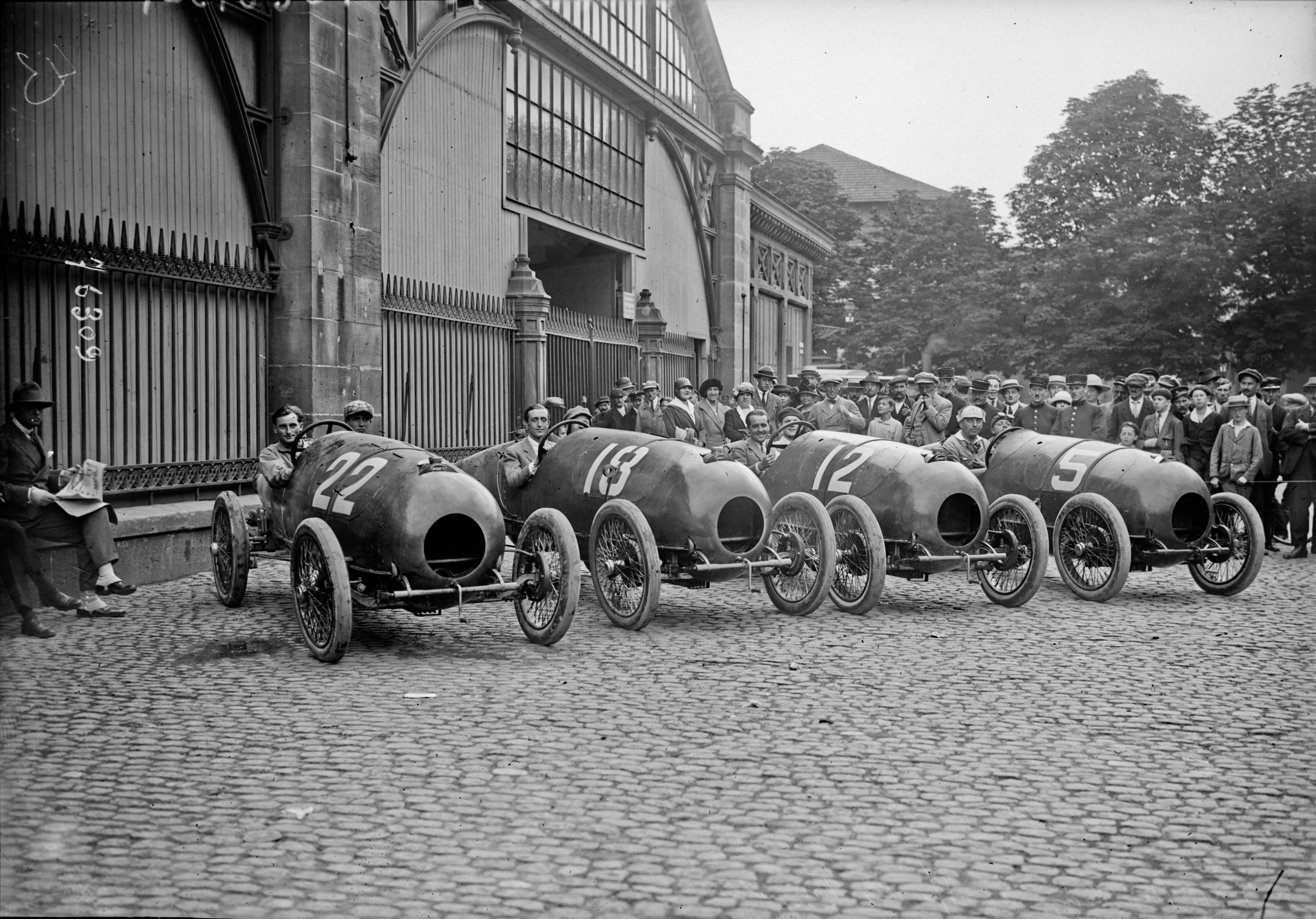
4 Bugatti Type 29 du Grand Prix automobile de France 1922